# عایشه
عایشه بنت ابی بکر بن ابی قُحافه بن عامر بن عَمرو بن کعب بن سعد بن تیم بن مرة بن کعب بن لؤی (۹ ق.ه – ۵۸ ه.ق) معروف به عایشه و ملقب به ام‌المؤمنین، أم عبدالله و حمیرا، دختر ابوبکر، نخستین خلیفه از خلفای راشدین و سومین همسر محمد، پیامبر اسلام است. مادرش ام رومان از قبیله کنانه بود. محمد به عایشه کنیه اُم عبدالله، به خاطر نام خواهرزاده‌اش عبدالله پسر زبیر داده بود. موقعیت او به عنوان زن اصلی محمد تا حدی به موقعیت پدرش در جامعه وابسته بود. اکثر مسلمانان اعتقاد دارند عایشه همسر محبوب محمد بود.

## در زمان محمد

### ازدواج عایشه
داستان ازدواج او با محمد به پیش قدم شدن خویله دخت حکیم همسر عثمان پسر مظعون برای ازدواج محمد برمی‌گردد. احتمالاً خویله دخت حکیم در مسائل داخلی (خانوادگی) محمد به او کمک می‌کرده است. مدتی بعد از مرگ خدیجه دخت خویلد، به محمد پیشنهاد داد تا با عایشه دختر  رئیس پیروانش یا سوده دخت زمعه، بیوه حدوداً ۳۰ ساله‌ای که شوهرش به حبشه مهاجرت کرد و در همان‌جا از دنیا رفت ازدواج کند. محمد از او خواست از هر دو خواستگاری کند. قبلاً توافق شده بود که عایشه با جُبیر پسر معطم بن عدی که یکی از صحابه پیامبر اسلام بود ازدواج کند. این نامزدی لغو شد و عایشه نامزد محمد شد. ازدواج محمد و عایشه پس از هجرت (شوال سال ۱ یا ۲ ه‍.ق /آوریل ۶۲۳ یا ۶۲۴ میلادی) روی داد. عایشه برای زندگی به حجره (اتاقک) در خانه محمد و سپس به مسجد مدینه رفت.

خود عایشه به نقل از محمد می‌گوید:
تو دوبار قبل از اینکه من با تو ازدواج کنم در رویاهای من ظهور کرده بودی. من فرشته‌ای را دیدم که ترا در تکه‌ای لباس ابریشمی حمل می‌کرد، من به او گفتم، لباسش را در بیاور و اورا نگاه دار، او تو بودی. به خود گفتم اگر این از طرف الله است، پس این باید واقعاً اتفاق بیافتند.

#### سن عایشه هنگام ازدواج
به عقیده دنیس اسپیلبرگ کم‌سن جلوه دادن عایشه هنگام ازدواج در منابع برای تأکید بر باکره بودن وی صورت گرفته است؛ زیرا این باکره بودن دارای اهمیت زیادی برای حکومت خلفای عباسی بوده تا به وسیله آن مقام عایشه را بالابرده و تأییدی برای دیدگاهشان در قضیه جانشینی محمد باشد.
با این حال برخی از مسلمانان با قول کم سن بودن عایشه در زمان ازدواج مخالفت کرده؛ و سن ازدواج عایشه با محمد را چیزی درحدود ۱۷ الی ۲۴ سال تخمین می‌زنند.

### محبوبیت عایشه نزد محمد
دلربایی ذاتی عایشه جایگاهش را در مهر و علاقه محمد تثبیت کرد، به‌طوری‌که پس از ازدواج‌های پیاپی محمد از این جایگاه کاسته نشد. به نظر می‌رسد او هم در زمان کودکی و هم در زمانی که زن جوانی بود، زیبا بود و به عنوان زن محبوب محمد باقی ماند، با وجود ازدواج‌های متعددی که محمد با زن‌های زیباروی دیگر انجام داده بود.
بر طبق بسیاری از منابع، عایشه پس از خدیجه محبوب‌ترین همسر محمد بوده است.
اهل سنت گزارش‌هایی دربارهٔ علاقه زیاد پیامبر به عایشه نقل می‌کنند تا او را محبوب‌ترین همسر پیامبر اسلام معرفی کنند. آنان طبق همین روایات عایشه را دارای فضایل بسیاری می‌دانند. یکی از آن روایات روایتی است که ناقل آن عمرو عاص است او نقل می‌کند که از پیامبر پرسیدم چه کسی را در جهان بیشتر از همه دوست می‌داری؟ پاسخ داد: «عایشه»
تعدادی از داستان‌های عایشه بعد از زندگی محمد نگه داشته شدند که این داستان‌ها علاقه خالصانه محمد به عایشه و علاقه‌مندی عایشه به محمد را نشان می‌دهد. عایشه تنها زنی بود که محمد در کنار وی وحی‌ها را دریافت می‌کرده.

### ماجرای افک و دیدگاه اهل سنت و تشیع
طی دیدگاه اهل سنت گفته شده در سال ۶۲۷ میلادی عایشه محمد را در غزوه بنی‌المُصطَلَق همراهی کرد ولی از گروه جدا افتاد. مدتی بعد، هنگامی که توسط صفوان بن معطل (یکی از سربازان محمد) که او را در صحرا پیدا کرده بود، به مدینه بازگردانده‌شد، عدّه‌ای ادعا کردند که عایشه و صفوان با هم زنا کرده‌اند. حسان بن ثابت، اسامة بن زید فرزند زید بن حارثه و عده‌ای دیگر از عایشه دفاع کردند. علی ابن ابی طالب به محمد گفت: «زنان بسیارند و تو می‌توانی به آسانی یکی را بر جای دیگری برگزینی.» محمد دربارهٔ شایعات با عایشه صحبت کرد. وی وحی مبنی بر بی‌گناهی عایشه را دریافت کرد و تهمت زنندگان را با ۸۰ ضربهٔ شلاق مجازات کرد.
محمدحسین طباطبایی در تفسیر المیزان ماجرای افک را که توسط اهل سنت دربارهٔ عایشه روایت شده است و نیز روایات شیعه در این خصوص هر دو را دچار مشکلات جدی می‌داند.

### وضعیت عایشه در زمان همسری اش با محمّد
بعد از افزایش قدرت محمّد، زن‌های او زندگی آسوده تری یافتند و در اجتماع جایگاه بالاتری پیدا کردند. و عنوان مادر ایمان آورندگان (ام‌المؤمنین) را دریافت کردند.

### مرگ محمّد
عایشه تا آخر عمر محمّد به عنوان یکی از محبوب‌ترین زنان وی باقی ماند. هنگامی که محمّد در بستر بیماری بود از سایر همسرانش خواست تا به کناری بروند. آنان فهمیدند که محمّد می‌خواهد زمانی را در کنار عایشه باشد. او تا زمان مرگ در خانهٔ عایشه باقی ماند و آخرین لحظاتش را در آغوش عایشه سپری کرد.

### پس از مرگ محمّد
طبق قرآن همسران محمّد پس از مرگ محمّد از ازدواج مجدد منع شدند.

## دوران پس از مرگ محمّد

### دوران خلافت سه خلیفه نخست
پس از مرگ محمّد در سال ۶۳۲ میلادی به نظر نمی‌رسد در مدت ۲ سال خلافت پدرش و ۱۰ سال خلافت دیگر خلیفه - عُمَر - نقشی در روابط اجتماعی ایفا کرده باشد. عایشه در دوران خلافت عمر و ابوبکر از احترام فراوان مقام خلافت برخوردار بود و حقوق مستمری او که از بیت‌المال برایش داده می شد بیشتر از سایر همسران پیامبر بود. زمانی که مخالفان عثمان زیاد شدند، عایشه هم در رهبری بخشی از آن ایفای نقش کرد. ولی نه با شورشی‌های قاتل عثمان موافق بود و نه مخالف.

### دوران خلافت علی
پس از ترور عثمان او آشکارا مخالفت خود را با کشتن عثمان اعلام کرد، ولی مدینه را به سمت مکه برای حج ترک کرد. انگیزه‌های زیادی به این کوچ در این موقعیت بحرانی نسبت داده‌اند، شاید مهم‌ترین آن‌ها این باشد که بتواند دسته‌ای از همفکران سیاسی‌اش را علیه عثمان در مکه سازماندهی کند. عثمان در ذی الهجه ۳۵ ه‍.ق/۶۵۶ م ترور شد. حدود ۴ ماه بعد عایشه مکه را به سمت بصره با هزار مرد قریشی ترک کرد تا انتقام قتل عثمان را بگیرد. مدت کوتاهی قبل تر هم طلحه و زبیر به او پیوسته بودند و این ۳ نفر رهبری جنبش مخالفان علی را تشکیل دادند. آن‌ها توانستند کنترل بصره را با بسیاری از مسلمانان بصره به دست بگیرند. آن‌ها به حومه شهر پیشروی کردند تا با علی - که در همان زمان مدینه را به سمت کوفه ترک کرده بود و به سمت آن‌ها پیشروی می‌کرد - مواجه شوند. نبرد در جمادی‌الثانی ۳۵ ه‍.ق/۶۵۶ م درگرفت. عایشه در جنگ شکست خورد و توسط مخالفانش دستگیر شد، ولی با احترام با او رفتار شد؛ اما طلحه و زبیر جانشان را از دست دادند. عایشه اجازه یافت آرام و بی‌صدا در مدینه زندگی کند.
بعد از این شکست، عایشه در سکوت در مدینه به مدت ۲۰ سال زندگی کرد او دیگر فعالیت سیاسی نداشت ولی با علی از در آشتی درآمد و با معاویه هم مخالفتی نکرد. موافقت یا مخالفتش - به هر حال - به نظر می‌رسد دلیلی داشته است. او در رمضان ۵۸ ه‍.ق / ژوئیه ۶۷۸ م درگذشت.

### ماجرای دفن حسن مجتبی
حسن وصیت کرده‌بود که در مسجدالنبی و در کنار قبر پدربزرگش محمّد به‌خاک سپرده‌شود. سعید بن عاص فرماندار اموی مدینه در این موضوع مداخله نکرد اما عایشه و مروان بن حکم — که در آن زمان از امارت مدینه عزل شده‌بود — توافق کردند که مانع شوند حسین این کار را انجام دهد. بعضی منابع حاکی از رضایت عایشه و سرسختی مروان هستند. ابوالفرج اصفهانی می‌گوید حسن پیش از درگذشت از عایشه خواست تا اجازهٔ دفنش در کنار پیامبر را بدهد و عایشه هم موافقت کرده بود؛ اما حسن به‌خاطر مخالفت امویان، از این درخواست منصرف شده و خواست تا در کنار مادرش دفن شود. گزارشی دیگر از وصیت حسن چنین خبر می‌دهد که او خواست تا پیکرش را برای تجدید عهد نزد قبر محمد ببرند و سپس در کنار مادربزرگش، فاطمه بنت اسد دفن کنند. مروان قسم یاد کرد که به‌علت دفن‌کردن عثمان در بقیع نخواهد گذاشت حسن در کنار محمد دفن شود. و با هزار نفر مسلح حاضر و مانع از انجام این کار شد. ابوالفرج اصفهانی می‌گوید عایشه با وجود دشمنی با مروان و امویان، امّا آنان را همراهی کرد. حسین به اتحادیهٔ قریش — حلف‌الفضول — شکایت کرد و خواستار احقاق حقوق بنی‌هاشم در برابر بنی‌امیه شد. چیزی نمانده‌بود که بر سر این مسئله لشکرکشی آغاز شود. حسن وصیّت کرده‌بود که درصورت مخالفت دیگران، می‌تواند در بقیع دفن شود. ابوهریره و محمد حنفیه و دیگران، حسین را متقاعد کردند که بهترین کار دفن حسن در بقیع در کنار مادرش است. نماز میت را سعید بن عاص برپا داشت. به نقل برخی روایات، دلیل خودداری حسین در برابر رفتار مروان، تنها قولی بود که به برادر خویش داده بود. پس از دفن، محمد حنفیه در جمع مردم خطبه‌ای در توصیف حسن ایراد کرد. زنان بنی‌هاشم یک ماه عزاداری کردند و در مکه و مدینه هفت شبانه‌روز برای وی گریسته و بازارها بسته شد. معاویه به‌خاطر پافشاری مروان در عدم‌دفن حسن در کنار محمد، به وی حکم امارت دوبارهٔ مدینه را اعطا کرد. محل دفن حسن مکانی زیارتی به‌خصوص برای شیعیان شد و گنبدی بزرگ بر فراز آن ساخته شد. اما این گنبد دو بار توسط وهابیان در سال‌های ۱۸۰۶ و ۱۹۲۷ م تخریب شد.

### درگذشت
عایشه پس از جنگ جمل خانه نشین گردید تا به قول مشهور، در شب سه شنبه هفدهم رمضان سال ۵۷ هجری قمری درگذشت و دفن او در ملاء قبرستان بقیع با نماز ابوهریره صورت گرفت. از کسانی که در مراسم تدفین او در بقیع حاضر بودند می‌توان اشخاص زیر را برشمرد:
- عبدالله پسر خواهرش اسما بنت ابی‌بکر و پسر زبیر بن عوام
- عروة پسر خواهرش اسما بنت ابی‌بکر و پسر زبیر بن عوام
- قاسم پسر محمد بن ابی‌بکر
- عبدالله پسر محمد بن ابی‌بکر
- عبدالله پسر عبدالرحمن بن ابی‌بکر

## دیدگاه‌ها دربارهٔ عایشه

### دیدگاه مسلمانان
بسیاری از شیعیان عایشه را مورد اهانت قرار داده‌اند، در حالی که سنی‌ها او را به عنوان همسر محمد مورد احترام می‌دانند.

### دیدگاه غیر مسلمانان
در حالی که کوین رینهارت عایشه را محبوب‌ترین همسر محمد می‌داند، مونتگمری وات و سعیده شیخ به ذکر عنوان «همسر محبوب محمد» اکتفا می‌کنند.

## دوران معاصر
سید علی خامنه‌ای در سال ۱۳۸۹ خورشیدی طی فتوایی اعلام کرد: «توهین به عایشه و هر یک از نمادهای اهل سنت حرام است.»
در خرداد ۱۳۹۸، احمد قدمی از مداحان حکومتی، قبل از آغاز مداحی، «کلمات تحقیرآمیزی» دربارهٔ خلفای اهل سنت و عایشه گفت و به آنان توهین کرد. در پی آن واکنش‌های زیادی ایجاد شد و صدا و سیما مجبور به عذرخواهی شد. همچنین جواد رمضان‌نژاد، مدیر شبکه پنج تلویزیون، و مدیر پخش آن برکنار شدند و مداح پس از احضار در دادسرای فرهنگ و رسانه، با وثیقه آزاد شد.

## فعالیت‌های جانبی
او با سقف ۱۲۱۰ حدیث نقل شده و صاحب بودن نسخه اولیه قرآن اعتبار یافته است. ولی به‌طور خالص ۳۰۰ تا از این احادیث توسط بخاری و مسلم ضبط شده است. گفته می‌شود که تعدادی از نوشته‌ها (آیات فعلی قرآن) مربوط به نسخه قرآنی او می‌باشد.
عایشه برای دانش شاعری و توانایی بیان کردن آن و همچنین فصاحت و سخنوری‌اش در تاریخ عرب و سایر موضوع‌ها متبحر بود.